# Elas por Elas (2023)
Elas por Elas é uma telenovela brasileira produzida e exibida pela TV Globo de 25 de setembro de 2023 a 12 de abril de 2024, em 171 capítulos. Substituiu Amor Perfeito e sendo substituída por No Rancho Fundo, foi a 99.ª "novela das seis" transmitida pela emissora.
É um reboot da telenovela de mesmo nome, criada e escrita por Cassiano Gabus Mendes e exibida originalmente em 1982. Adaptada por Thereza Falcão e Alessandro Marson, com colaboração de Letícia Mey, Wendell Bendelack, Carolina Santos, Dino Cantelli, Isabel Muniz e Lalo Homrich, conta com a direção de Fellipe Gamarano Barbosa, Mayara Aguiar e Mariana Duarte. A direção geral foi de Caetano Caruso, com direção artística de Amora Mautner.
Deborah Secco, Isabel Teixeira, Thalita Carauta, Késia Estácio,  Mariana Santos, Karine Teles e Maria Clara Spinelli interpretam as sete protagonistas da história, amigas que, a partir do reencontro após 25 anos separadas, se veem com as vidas entrelaçadas para sempre. Ainda conta com as atuações de Lázaro Ramos, Mateus Solano, Rayssa Bratillieri, Filipe Bragança, Valentina Herszage, Paula Cohen, Cassio Gabus Mendes, Alexandre Borges e Marcos Caruso nos demais papéis centrais.

## Enredo
A extrovertida Lara decide reunir seu grupo de amigas de adolescência – Taís, Helena, Natália, Adriana, Carol e Renée – após achar uma antiga foto delas juntas 25 anos antes, mas esse reencontro muda a vida de todas. Lara abandonou a advocacia para se casar com Átila e criar as filhas, Cris e Yeda, mas é com a morte do marido que ela descobre que estava sendo traída e, a partir disso, pretende descobrir quem era a tal amante, contratando o atrapalhado detetive Mário Fofoca para investigar. Porém a aproximação faz nascer um romance entre eles para desgosto de Roberto, que quer por as mãos na fortuna da viúva. Irmã de Mário, Taís é uma modelo bem sucedida que se vê num impasse quando descobre que o homem que namorava era na verdade casado com Lara, tentando evitar que a amiga descubra isso. A amarga e fria Helena é bem sucedida nos negócios, mas vive um casamento falido com Jonas, que no passado namorava Adriana até ela os separar com uma armação e ficar com o rapaz. O reencontro das sete amigas faz Jonas e Adriana se reaproximem, para ódio de Helena, que não está disposta a perder o marido.
Natália nunca superou a morte do irmão, Bruno, durante a última viagem das amigas, tendo certeza que uma delas o matou, usufruindo do reencontro para investigar. Após passar por uma transição de gênero, Renée se casou com Wagner e se tornou dona de uma padaria, porém, quando o marido desaparece com todo seu dinheiro, ela se vê na miséria e tendo que criar sozinha os enteados Vic e Tony. Indo morar com a irmã Érica, Renée passa a conviver com a transfobia do cunhado Edu, mas não se abala e decide reconstruir a vida. Já Carol é uma neurocientista que dedicou toda sua vida à ciência, negligenciando a vida social e os relacionamentos, tentando recuperar o tempo perdido. Ainda há o triângulo amoroso entre Cris, filha de Lara, Giovanni, filho de Helena, e Ísis, filha de Adriana.

## Elenco
| Intérprete           | Personagem                                |
| -------------------- | ----------------------------------------- |
| Deborah Secco        | Lara Furtado Lopes Pompeu                 |
| Isabel Teixeira      | Helena Aranha Muniz / Maria Fromet        |
| Thalita Carauta      | Adriana Ferraz                            |
| Késia Estácio        | Taís Cury (Patinha)                       |
| Mariana Santos       | Natália Cardoso                           |
| Karine Teles         | Ana Carolina Soffredini (Carol)           |
| Maria Clara Spinelli | Renée Venturini                           |
| Lázaro Ramos         | Mário Cury (Mário Fofoca)                 |
| Mateus Solano        | Jonas Muniz                               |
| Marcos Caruso        | Sérgio Aranha                             |
| Rayssa Bratillieri   | Ísis Ferraz Aranha                        |
| Filipe Bragança      | Giovanni Aranha Muniz (Gio)               |
| Valentina Herszage   | Cristiane Furtado Lopes Pompeu (Cris)     |
| Paula Cohen          | Miriam Lúcia Valente / Bernadete Oliveira |
| Luan Argollo         | Marcos Aranha Cardoso                     |
| Luan Argollo         | Bruno Cardoso                             |
| Alexandre Borges     | Pedro Cardoso                             |
| Cássio Gabus Mendes  | Dr. Roberto Bastos                        |
| Monique Alfradique   | Érica Venturini Cintra                    |
| Luis Navarro         | Eduardo Cintra (Edu)                      |
| Mariah da Penha      | Raquel Cury                               |
| Cosme dos Santos     | Evilásio Cury                             |
| Maria Ceiça          | Marlene Ferraz                            |
| Castorine            | Yeda Furtado Lopes Pompeu                 |
| Richard Abelha       | Antônio Xavier Venturini (Tony)           |
| Bia Santana          | Victória Xavier Venturini (Vic)           |
| Mary Sheila          | Márcia Xavier / Suzana                    |
| César Mello          | Wagner Xavier / Moacyr                    |
| Pedro Caetano        | Ricardo Rocha (Rico)                      |
| Viétia Zangrandi     | Vilma Lins                                |
| Antonio Tabet        | Fagundes                                  |
| Paula Burlamaqui     | Drª. Lígia Carvalho                       |
| Diego Cruz           | Aramis                                    |
| Luciano Mallmann     | Carlinhos                                 |
| Regiana Antonini     | Maninha                                   |
| Ludmila Rosa         | Nice                                      |
| Magda Gomes          | Wanda                                     |
| Chao Chen            | Ulisses                                   |
| Laura Fernandez      | Carmem                                    |
| Gahbi                | Polvilho                                  |
| Maiara Astarte       | Cláudia                                   |

### Participações especiais
| Intérprete         | Personagem                      |
| ------------------ | ------------------------------- |
| Sergio Guizé       | Átila Pompeu / Herbert          |
| Erom Cordeiro      | Danilo Drummond                 |
| Jonas Bloch        | Petrúcio Jardim                 |
| Júlia Lemmertz     | Ester Soffredini                |
| Esther Góes        | Maria Adelaide Novaes (Lazinha) |
| Reginaldo Faria    | André Spina / Jacques Leclair   |
| Eliane Costa       | Drª. Dilma                      |
| Paulo Verlings     | Itamar                          |
| Angela Rebello     | Beatriz                         |
| Daniel Andrade     | Lorenzo                         |
| Anja Bittencourt   | Magali                          |
| Carolina Chalita   | Analice                         |
| Bia Guedes         | Alicia Chaves                   |
| Francisco Vitti    | Jairinho                        |
| Luiza Lemmertz     | Ester Soffredini (jovem)        |
| Shimon Nahmias     | Silas Macedo                    |
| Mila Carmo         | Ceci                            |
| Rodrigo Ferrarini  | Dr. José Roberto                |
| Daniel Ratto       | Rivaldo                         |
| Juliana França     | Júlia                           |
| Pia Manfroni       | Vanusa                          |
| Rita Fischer       | Mercedes                        |
| Camila Lucciola    | Rafaela                         |
| Sarito Rodrigues   | Eugênia                         |
| Carla Pompílio     | Juíza                           |
| Kíria Malheiros    | Lara (jovem)                    |
| Liza Del Dala      | Taís (jovem)                    |
| Fernanda Lasevitch | Helena (jovem)                  |
| Mari Oliveira      | Adriana (jovem)                 |
| Jade Mascarenhas   | Natália (jovem)                 |
| Sabrina L'Astorina | Carol (jovem)                   |
| Shi Menegat        | Renée (jovem)                   |
| Dani Flomin        | Jonas (jovem)                   |
| Caian Zattar       | Pedro (jovem)                   |
| André Senna        | Sérgio (jovem)                  |
| Karla Bonfá        | Miriam (jovem)                  |
| Thalita Morete     | Ela mesma                       |

## Produção
A ideia inicial fora que o próximo projeto da dupla de autores Thereza Falcão e Alessandro Marson fosse uma novela que abordasse o movimento abolicionista no Brasil e a vida da princesa Isabel, assim fechando a trilogia que se iniciou com Novo Mundo (2017) e Nos Tempos do Imperador (2021–2022), que abordaram os reinados dos imperadores Pedro I e Pedro II do Brasil, respectivamente. No entanto, devido as controvérsias geradas pelo trabalho mais recente, somado com a má repercussão da trama, o projeto foi abortado e a dupla foi encaminhada para apresentarem uma nova sinopse para a emissora. Em dezembro de 2022, foi aprovada a nova sinopse, que, diferente dos trabalhos anteriores dos autores, se trataria de uma novela contemporânea, prevista pra estrear após o término de Amor Perfeito, no segundo semestre de 2023.
No mês seguinte, foi anunciado que se trataria de uma releitura da novela Elas por Elas, exibida de maio a novembro de 1982, criada e escrita por Cassiano Gabus Mendes, e que teria a direção artística de Amora Mautner, após a mesma ser desvinculada da produção de Terra e Paixão, novela de Walcyr Carrasco para o horário das nove. Diferente do projeto escrito por Gabus Mendes, que era destinado ao horário das sete, a nova versão foi escrita e adaptada para o horário das seis. A pré-produção foi iniciada em abril de 2023, com a reunião entre autores, diretores e elenco nos Estúdios Globo. As gravações foram iniciadas em 17 de julho de 2023, na cidade do Rio de Janeiro, cidade definida para a ambientação da história, ao contrário da versão original que era ambientada em São Paulo.

### Escolha do elenco
Os autores Thereza Falcão e Alessandro Marson manifestaram o desejo de ter Cássio Gabus Mendes no elenco em um dos papeis principais, tanto por ele ser filho do autor da obra original, tanto por ele ter iniciado sua carreira artística na primeira versão como um personagem secundário. Originalmente o ator estava cotado para interpretar o detetive cômico Mário Fofoca, personagem interpretado pelo seu tio Luis Gustavo na primeira versão, porém o ator foi remanejado para interpretar o antagonista da trama, Roberto, personagem encabeçado por Laerte Morrone na versão original. Para interpretar o detetive, a produção cogitou os nomes dos humoristas Marcelo Adnet, Paulo Vieira e Eduardo Sterblitch, porém todos estavam com outros projetos programados dentro da emissora. Posteriormente, Lázaro Ramos foi confirmado para interpretar o personagem, marcando seu retorno ao gênero em nove anos desde Geração Brasil (2014) e marcando seu retorno a emissora após assinar um contrato de exclusividade com o serviço de streaming Prime Video.
Em entrevistas, a diretora Amora Mautner desejava que grandes atrizes da emissora estivessem na obra para interpretar as sete protagonistas da trama, assim como na versão original, que reuniu grandes atrizes da época para os papeis principais. Dentre os nomes mais cotados pela imprensa estavam Taís Araújo, Adriana Esteves, Júlia Lemmertz, Vivianne Pasmanter, Alessandra Negrini e Malu Mader – esta última estava afastada do gênero em sete anos desde Haja Coração (2016) – porém nenhuma das atrizes foram confirmadas para integrarem o elenco. Além dos nomes citados acima tidos como favoritos, a imprensa ventilou que a direção também tinha outros nomes conhecidos no radar tais como os de Letícia Sabatella, Leticia Spiller, Giulia Gam, Adriana Lessa, Isabela Garcia, Virginia Cavendish, Gabriela Duarte e Patrícia França. Entretanto, a produção decidiu que o elenco fosse encabeçado por algum nome já consolidado e reunir humoristas, revelações e atrizes pouco conhecidas do público para o elenco principal, algumas delas alcançando pela primeira vez o protagonismo em uma telenovela, sendo elas Deborah Secco, Késia Estácio, Isabel Teixeira, Monica Iozzi, Thalita Carauta, Karine Teles e Maria Clara Spinelli. Secco foi o primeiro nome confirmado no elenco para assumir o posto de Lara, personagem interpretada por Eva Wilma na versão original com o nome de Márcia; a estreante Estácio foi escalada para interpretar Taís, personagem encabeçada por Sandra Bréa na primeira versão que atendia pelo nome de Wanda; Carauta foi confirmada como interprete de Adriana, interpretada originalmente por Esther Góes, após seu ótimo desempenho em Todas as Flores; Teixeira e Teles foram escaladas após seus desempenhos em Pantanal, assumindo respectivamente os papeis de Helena e Carol, originalmente interpretadas por Aracy Balabanian e Mila Moreira – esta última atendia ao nome de Marlene; Iozzi havia assumido o papel de Natália, personagem defendida por Joana Fomm na obra original, trabalho que marcaria seu retorno as telenovelas desde A Dona do Pedaço (2019); e por fim Spinelli foi escalada para o papel de Renée, marcando um feito histórico na teledramaturgia nacional ao se tornar a primeira atriz transsexual escolhida para protagonizar uma telenovela, sendo assim, sua personagem também será uma mulher trans, ao contrário da versão original onde a personagem Carmem, interpretada por Maria Helena Dias, era uma mulher cisgênero.
Em 28 de julho de 2023, Monica Iozzi, que estava confirmada na trama como a interprete de Natália e já havia tirado as fotos promocionais com a caracterização da personagem, precisou deixar o elenco às pressas poucos dias após o início das gravações. De acordo com a emissora, a saída da atriz se deve ao processo de "readequação artística", no entanto, a atriz em esclarecimento ao público em suas redes sociais informou que teve que sair da novela por questões médicas. Maria Clara Gueiros e Katiuscia Canoro foram cotadas para o papel, porém, em 29 de julho de 2023, o Jornal Extra teria anunciado Paloma Duarte como a substituta de Iozzi. Mas, a assessoria da atriz e a TV Globo acabaram negando a informação sobre a escalação de Paloma. Em 3 de agosto, a jornalista Anna Luiza Santiago, do jornal O Globo, anunciou Mariana Santos como a nova intérprete oficial de Natália. Com a saída de Monica, a emissora teria que refazer o material de publicidade da trama, enquanto que Mariana teria que regravar as cenas inicias da personagem. Eduardo Moscovis havia sido confirmado no elenco para uma participação especial como Átila, falecido marido de Lara e interpretado por Mauro Mendonça na primeira versão, porém por questões de agenda ele foi substituído por Sergio Guizé. Inicialmente, Rayssa Bratillieri havia feito testes para interpretar Cris, filha de Lara e interpretada na primeira versão por Thaís de Campos, porém ela acabou perdendo o papel para Valentina Herszage, no entanto, devido ao bom desempenho da atriz nos testes, Bratillieri foi deslocada para interpretar Ísis, filha de Adriana e interpretada por Tássia Camargo na versão original, que atendia pelo nome de Miriam.

## Exibição
No dia 4 de novembro de 2023, o capítulo 36 não foi exibido devido à transmissão da final da Copa Libertadores da América entre Fluminense e Boca Juniors. Em 26 de março de 2024, o capítulo 157 também não foi levado ao ar por conta da cobertura do amistoso de futebol masculino entre Brasil e Espanha.

### Divulgação
Os oito primeiros teasers da novela foram exibidos entre 28 e 29 de agosto de 2023, durante os intervalos da novela das nove Terra e Paixão, da sessão Tela Quente e das séries Rensga Hits! e Segunda Chamada.

## Música
Compõem a trilha sonora de Elas por Elas as seguintes canções:
- "Puro Teatro", La Lupe (tema de Miriam e Sérgio)
- "Você", Tim Maia (Tema de Taís)
- "Perhaps, Perhaps, Perhaps (Quizás, Quizás, Quizás)", Lisa Bassenge e The J-Chestra (tema de Helena)
- "Meu Sangue Ferve por Você", Sidney Magal (tema de Mário Fofoca)
- "Beija Eu", Marisa Monte (tema de Renée)
- "Eu Te Amo Você", Marina Lima (tema de Taís e Pedro)
- "Melô do Piripiri (Je Suis La Femme)", Gretchen (tema de Mário Fofoca)
- "Sangue Latino", Secos & Molhados (tema de Natália)
- "Angels Like You", Miley Cyrus (tema de Ísis e Giovanni)
- "These Boots Are Made for Walkin'", Lewonda part. Bela Negreiros, Sany Pitbull e Sergiopí (tema das sete amigas)
- "Alma Sebosa", Johnny Hooker (tema de Adriana)
- "Saúde", Rita Lee (tema de Carol)
- “Cheiro de Amor”, Maria Bethânia (tema de Adriana e Jonas)
- "Don't Worry, Be Happy!", Mart'nália (tema geral)
- "All You Gotta Do is Call Me (Basta Você Me Ligar)", Kim Sola (tema de Lara)
- "Tous les Jours", Luísa & Os Alquimistas part. Izy Mistura (tema de Cris)
- "Meu Paraíso", Julia Mestre e Lux & Troia (tema de Yeda)
- "Partilhar", Anavitória part. Rubel (tema de Lara e Mário Fofoca)
- "Meu Pedaço de Pecado", Mãeana part. João Gomes (tema de Ísis e Giovanni)
- "Coisas da Vida (Elas por Elas)", Preta Gil part. Ivete Sangalo e Duda Beat (tema de abertura)
- "I Can See Clearly Now", Jimmy Cliff (tema da reunião das sete amigas em 1998)
- "Soul Bossa Nova", Quincy Jones (tema de Mário Fofoca)

## Recepção

### Audiência
Estreou com 20,1 pontos e pico de 21, segundo dados consolidados do Kantar IBOPE Media, referentes à Região Metropolitana de São Paulo. O índice é superior ao da estreia de sua antecessora, sendo também a melhor marca desde Mar do Sertão (2022–23). Mas a partir do segundo capítulo, a novela começou a perder audiência e registrou 18,2 pontos. O terceiro capítulo registrou 16,4 pontos. O sexto capítulo registrou 16,2 pontos.
Em 3 de outubro registrou um de seus piores índices num dia útil com 15,4 pontos. Tal índice seria superado no dia 12, feriado de Nossa Senhora da Conceição Aparecida, quando registrou 14,9 pontos. No dia 21, registrou apenas 14,4 pontos, ultrapassando seu recorde negativo anterior.
No dia 3 de novembro, a novela registrou apenas 10,5 pontos, sendo a terceira pior média do horário das seis, ficando atrás de Nos Tempos do Imperador quando deu 9,3 pontos em 27 de novembro de 2021 enfrentando a final da Copa Libertadores da América daquele ano transmitida pelo SBT, e de Amor com Amor se Paga (1984) quando esta registrou 4 pontos. Tanto Elas por Elas como Amor com Amor se Paga foram prejudicadas por um apagão na Região Metropolitana de São Paulo. Em 6 de dezembro, superou seu recorde negativo anterior e registrou 10,4 pontos.
Com quatro semanas no ar, no mês de outubro, a trama havia acumulado apenas 16,5 pontos de média parcial, ficando atrás até mesmo de Nos Tempos do Imperador (2021–22), que é uma das novelas das seis de menor audiência desde o início da medição eletrônica, fechando com 16,9 pontos ao longo de toda a sua exibição e coincidentemente, escrita pelos mesmos autores de Elas por Elas. No entanto, os índices foram caindo cada vez mais após as sequências de recordes negativos, fazendo com que a Globo abrisse os famosos grupos de discussão, avaliando como ponto positivo a aceitação do casal Mário Fofoca (Lázaro Ramos) e Lara (Deborah Secco), além da vilã Helena (Isabel Teixeira) sofrer grande rejeição. Buscando tentar reverter os índices, a história passou a conter mais drama e menos comédia, mas continuou sofrendo mais críticas devido a falta de sintonia entre o texto, direção e elenco. A emissora também alegou que a onda de calor durante o mês de novembro, que provocou vários picos de energia, e a aproximação das festas de fim de ano podem ter sido as responsáveis pelo fraco desempenho da novela. Outro motivo apontado foi um suposto erro de escalação de horário, já que o texto original era das 19h e a novela se destoa de outros títulos anteriores por serem de época e mais românticos (com exceção de Mar do Sertão por ser contemporânea e apostar no humor, apesar de ser um romance).
Mesmo sofrendo mudanças na história após as pesquisas de público, os índices continuaram caindo e a novela passou a oscilar com médias entre 13 e 15 pontos, chegando em algumas ocasiões a empatar com a faixa de edição especial e o Vale a Pena Ver de Novo. Além disso, a trama também passou a ficar de fora do top 10 entre os títulos mais consumidos do Globoplay, sendo superada até mesmo pelas reprises exibidas na TV Globo e os títulos já exibidos em anos anteriores, algo considerado raro até então.
Com a chegada da reta final, a novela viu seus índices voltarem a crescer, passando a registrar médias entre 16 e 18 pontos, mas ainda muito abaixo do patamar esperado na faixa, comparado com os títulos anteriores (exceto Nos Tempos do Imperador) que ultrapassavam os 20 pontos em várias ocasiões. Em 25 de março, a novela registrou 19,8 pontos e chegou ao pico máximo de 22,5 e share de 34,4%. Apesar de não bater recorde desde a estreia, a trama nunca havia visto tal marca desde setembro. Em 2 de abril, com a revelação de quem matou Bruno (Luan Argollo), a novela registrou 20 pontos. No dia 8, registrou a mesma média da estreia com 20,1 pontos.
O último capítulo registrou 20 pontos, sendo o quarto mais assistido da década de 2020, e 15,3 na reapresentação. Ao todo, a novela teve média geral de 15,3 pontos, se tornando o pior índice da história do horário das seis. No entanto, na parte financeira, a novela acabou se tornando um sucesso comercial, chegando a uma marca recorde de quinze anunciantes no horário, sendo um contraponto ao seu desempenho na televisão.

### Prêmios e indicações
| Ano  | Prêmio          | Categoria             | Nomeação     | Resultado | Ref.          |
| ---- | --------------- | --------------------- | ------------ | --------- | ------------- |
| 2023 | Melhores do Ano | Melhor Ator de Novela | Lázaro Ramos | Indicado  | [ 98 ] [ 99 ] |